# Chenopodium giganteum
Chenopodium giganteum es un especie de planta herbácea perteneciente a la familia Amaranthaceae. 

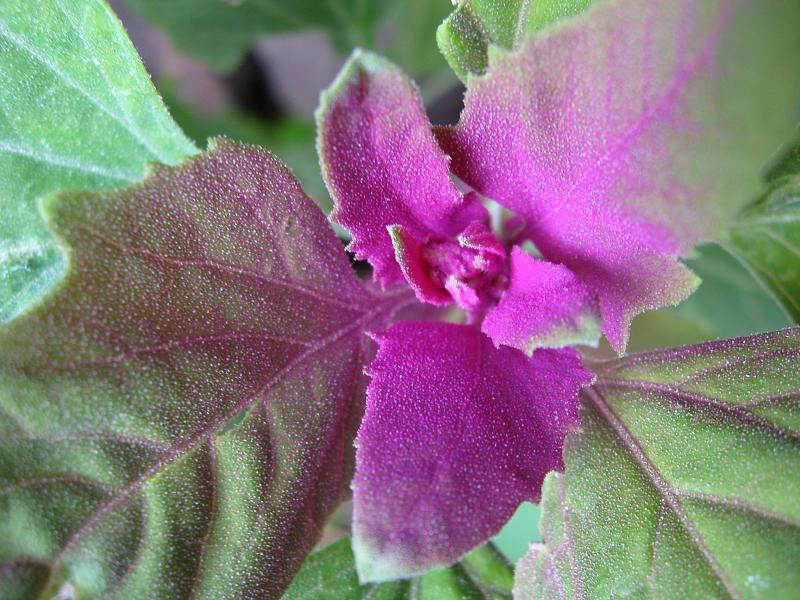
Hojas jóvenes

## Descripción
Es una planta herbácea anual, grande, que alcanza los 3 m de altura. Tallo erecto, muy ramificado arriba, estriado grueso, de color rojizo púrpura verde o rojizo, acanalado, base de 5 cm de diámetro. Las hojas abaxialmente de color verde claro, verde oscuro adaxialmente, rómbico a ovadas, de 20 × 16 cm, 1.5-2 × tan largas como el pecíolo, farinosa abaxialmente o glabrescentes, adaxialmente no farinosa, base anchamente cuneada, el margen irregularmente serrado ondulado, ápice obtuso; las hoja superiores gradualmente cada vez más pequeñas. Inflorescencia en forma de panículas grandes, terminales,  colgantes generalmente en la fruta. Flores bisexuales, varias por glomérulo o solitarias. Segmentos del perianto 5, púrpura o verde oscuro, ovadas, membranosas margen. Estambres 5. Utrículo lenticular; pericarpio membranoso. Semilla horizontal, negra o rojo-negra, de 1,5 mm de diám.. Fl. Aug, fr. Septiembre-octubre.
Esta planta probablemente representa un cultivar, que se originó en la India, de la especie Chenopodium album. Similares  plantas cultivadas en el este de Asia fueron descritas como C . centrorubrum (Makino) Nakai. Otras plantas similares (probablemente de origen diferente) se conocen como C . amaranticolor , C . purpurascens Jacquin, etc. Una nueva revisión taxonómica de los miembros cultivados de la C . álbum  es muy necesario.

## Distribución y hábitat
Largamente cultivada en China se ha naturalizado. Se encuentra en Pekín, Gansu, Guangxi, Guizhou, Hebei, Henan, Hunan, Liaoning, Shaanxi, Sichuan, Taiwán, Yunnan [origen desconocido, comúnmente cultivada en muchos países del mundo].

## Usos
Los tallos gruesos se utilizan para la fabricación de bastones.
Esta planta también tiene hojas y semillas comestibles.

## Taxonomía
Chenopodium giganteum fue descrita por  Per Axel Rydberg y publicado en Prodromus Florae Nepalensis 75. 1825.
Etimología
Chenopodium: nombre genérico que deriva de la particular forma de las hojas similares a las patas de ganso: del griego "chen" = (ganso) y "pous" = (pie) o "podion" = (pie pequeño).
giganteum: epíteto latino que significa "muy grande".
Sinonimia
- Chenopodium album subsp. amaranthicolor H.J.Coste & A.Reyn.
- Chenopodium album var. centrorubrum Makino
- Chenopodium album var. purpurascens (Jacq.) Kuntze
- Chenopodium amaranticolor (H.J.Coste & A.Reyn.) H.J.Coste & A.Reyn.
- Chenopodium atriplicis L.f.
- Chenopodium bonariense Moq.
- Chenopodium centrorubrum (Makino) Nakai
- Chenopodium elegantissimum Koidz.
- Chenopodium leucospermum Schrad.
- Chenopodium mairei H.Lév.
- Chenopodium punctulatum Scop.
- Chenopodium purpurascens Jacq.
- Chenopodium purpurascens Gadec.
- Chenopodium rubricaule Schrad. ex Moq.[4]